# Ocenebra inornata
Ocenebra inornata is een slakkensoort uit de familie van de Muricidae. De wetenschappelijke naam van de soort is voor het eerst geldig gepubliceerd in 1851 door Constant A. Récluz.
Deze slak wordt de Japanse stekelhoorn of oesterboorder genoemd. Het is een roofslak die oorspronkelijk afkomstig is uit Azië (Japan en Korea), maar ze is een belangrijke plaag geworden aan de kusten van Amerika en Europa. De slak vormt een bedreiging voor de oestercultuur. Ze boort een gaatje door de schelp van een oester en zuigt er dan het weke vlees van het schelpdier uit. Ook mosselen en andere tweekleppigen valt ze aan.
Sedert 2007 wordt ze aangetroffen in de Oosterschelde, waar ze zich snel vermeerderde. Daar vormt ze een bedreiging voor de Japanse oester.
In juli 2015 bleek dat de slak een groot deel van de jonge Japanse oesters in de Oosterschelde had gedood. De toestand werd zo ernstig dat er een noodplan werd opgesteld in samenwerking met de provincie Zeeland en het Nederlandse ministerie van Economische Zaken.